# Miami (album de Damien Saez)
Pour les articles homonymes, voir Miami (homonymie).
Albums de Damien Saez
Messina
(2012) L'oiseau Liberté
(2016)
Miami est le huitième album studio de Damien Saez. Il est officiellement sorti le 18 mars 2013. Il est le successeur de l'album Messina sorti six mois plus tôt. Une tournée dans plusieurs villes françaises ainsi que deux dates en Belgique s'ensuivront en mars 2013.
Le premier extrait de l'album, Miami, sort le 18 février 2013. Il est disponible en téléchargement gratuit sur le site officiel de Damien Saez.

## L'album

### La pochette
La pochette de l'album représente le fessier et les cuisses d'une femme en culotte se cachant les fesses avec une bible. Il s'agit du mannequin Ana Moreau. L'arrière de l'album met en scène un pénis gigantesque recouvert de billet de 100 dollars sur ce qui semble être Miami Beach. Comme à son habitude Saez aime provoquer les médias et la société avec les visuels de ses albums.

### Sonorités
Miami est un album aux sonorités rock et parfois électroniques. Tous les morceaux sont chantés en français à l’exception de No more, chanté en anglais. Pour y voir, Les infidèles, Le Roi, Rottweiler, Des Drogues sont des morceaux à la guitare électrique, basse batterie. Rochechouart est un morceau au clavier.

### Thématiques
Saez évoque dans cet album divers thèmes comme les drogues (Des Drogues, Miami), le capitalisme et la corruption à travers des morceaux comme Le Roi.
Dans Que sont-elles devenues ?, Saez fait révérence à la guerre du Viêt Nam et au film de Francis Ford Coppola, Apocalyse Now et l'un des acteurs principaux, Marlon Brando.

### Liste des titres
Toutes les chansons sont écrites et composées par Damien Saez.
| 1.    | Pour y voir               | 4:43 |
| 2.    | Les Infidèles             | 3:57 |
| 3.    | Rochechouart              | 4:53 |
| 4.    | Miami                     | 5:02 |
| 5.    | Le Roi                    | 5:39 |
| 6.    | Des Drogues               | 5:03 |
| 7.    | Cadillac Noire            | 4:27 |
| 8.    | Rottweiler                | 4:40 |
| 9.    | No more                   | 4:51 |
| 10.   | Que sont-elles devenues ? | 4:37 |
| 47:09 |                           |      |

## Musiciens
- Damien Saez : chant, claviers, guitares
- Franck Phan : guitares, programmation, claviers
- James Eller : basse
- Maxime Garoute : batterie

Instruments additionnels :
- Thomas Cœuriot : guitares
- Pat West : guitares
- Théo Cholbi / p'tit jack : batterie (enregistrement studio seulement) + « Cocaïne Cocaïne »

## Censure et controverses
Comme pour l'album précédent en 2010 avec l'affiche de J'accuse qui représentait une femme nue en talon dans un caddie de supermarché, l'affiche de Miami a été censurée par la RATP pour ne pas choquer les voyageurs,, déclare t-elle. Cette affiche montre la photo du fessier d'une femme en tee-shirt culotte, caché par la Bible pour l'album. L'affiche de la tournée représente un pénis géant tapissé de billets de 500 €.